# Emmauskirche (Bad Griesbach)

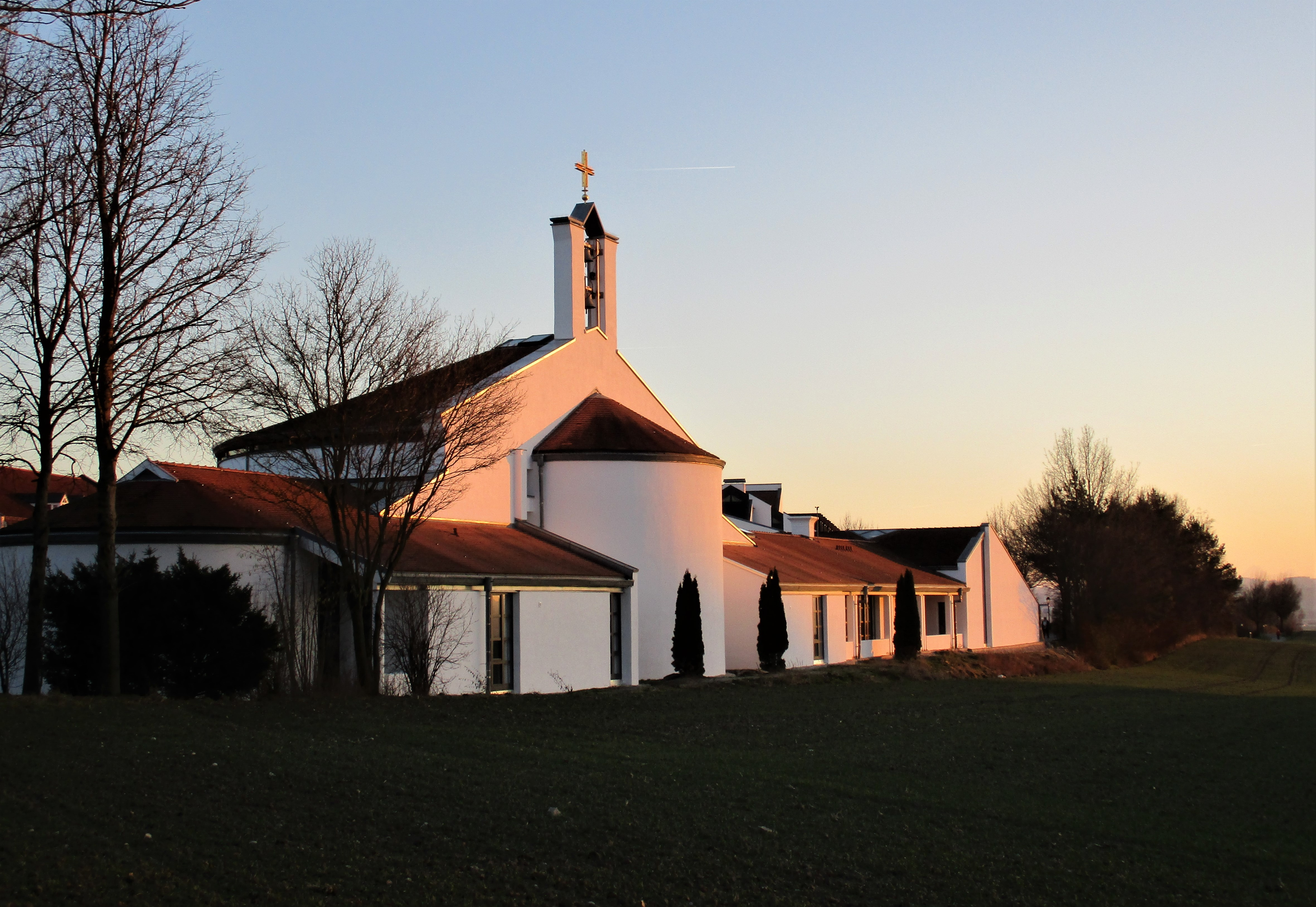
Die Emmauskirche von Nordwesten

Die Emmauskirche in Bad Griesbach im Rottal wurde 1991/92 als Teil des ökumenischen Kurseelsorgezentrums im Ortsteil Bad Griesbach-Therme, Kurallee 3, errichtet.

## Geschichte
Nach der staatlichen Anerkennung der Griesbacher Thermalquellen 1979 wurde ab 1980 eine katholische sowie eine evangelisch-lutherische Kurseelsorge gegründet. Durch die gute ökumenische Zusammenarbeit und das freundschaftliche Miteinander der beiden zuständigen Pfarrer entstand die Idee eines ökumenischen Kurseelsorgezentrums, das schließlich zwischen 1991 und 1992 gemeinsam durch das Katholische Bistum Passau und das evangelische Dekanat Passau errichtet wurde. Architekten der Kirche waren der Münchner Alexander Freiherr von Branca und Norbert Liebich. Die Weihe der Kirche erfolgte am 11. Oktober 1992 durch den evangelisch-lutherischen Landesbischof Johannes Hanselmann und den römisch-katholischen Bischof von Passau, Franz Xaver Eder.

## Architektur
Die Kirche, an die sich das Kurseelsorgezentrum mit Gesprächs- und Veranstaltungsräumen anschließt, liegt am Eingang zum Kurgebiet von Bad Griesbach und ist weithin sichtbar. Das weiß verputzte Kirchengebäude mit der markant hervorspringenden Apsis wird gekrönt von einem Glockenturm mit aufgesetztem goldenen Kreuz.
Der halbkreisförmige Kirchenraum bietet für 400 Besucher Platz. Er wird durch die 100 m² große Ausmalung der ebenfalls halbrunden Apsis beherrscht, die von Oskar Koller aus Nürnberg geschaffen wurde. Die Ausmalung folgt mit starken Kontrasten und intensiven Farbwerten, die von außen nach innen in hellere Farben übergehen, dem Motiv „von der Dunkelheit ins Licht“. Das zentral über dem Altar hängende Altarkreuz sowie der Kreuzweg stammen von Waldemar Otto (Worpswede). Das Altarkreuz mit der entsprechend dem Patrozinium der Kirche darin integrierten Emmaus-Gruppe stellt die beiden Jünger auf dem Weg nach Emmaus dar, denen sich Jesus Christus unerkannt anschließt (Lk 24,13-29 ).
An den gemeinsamen Kirchenraum sind links und rechts die evangelische Vater-Unser-Kapelle und die katholische Sakramentskapelle angefügt.

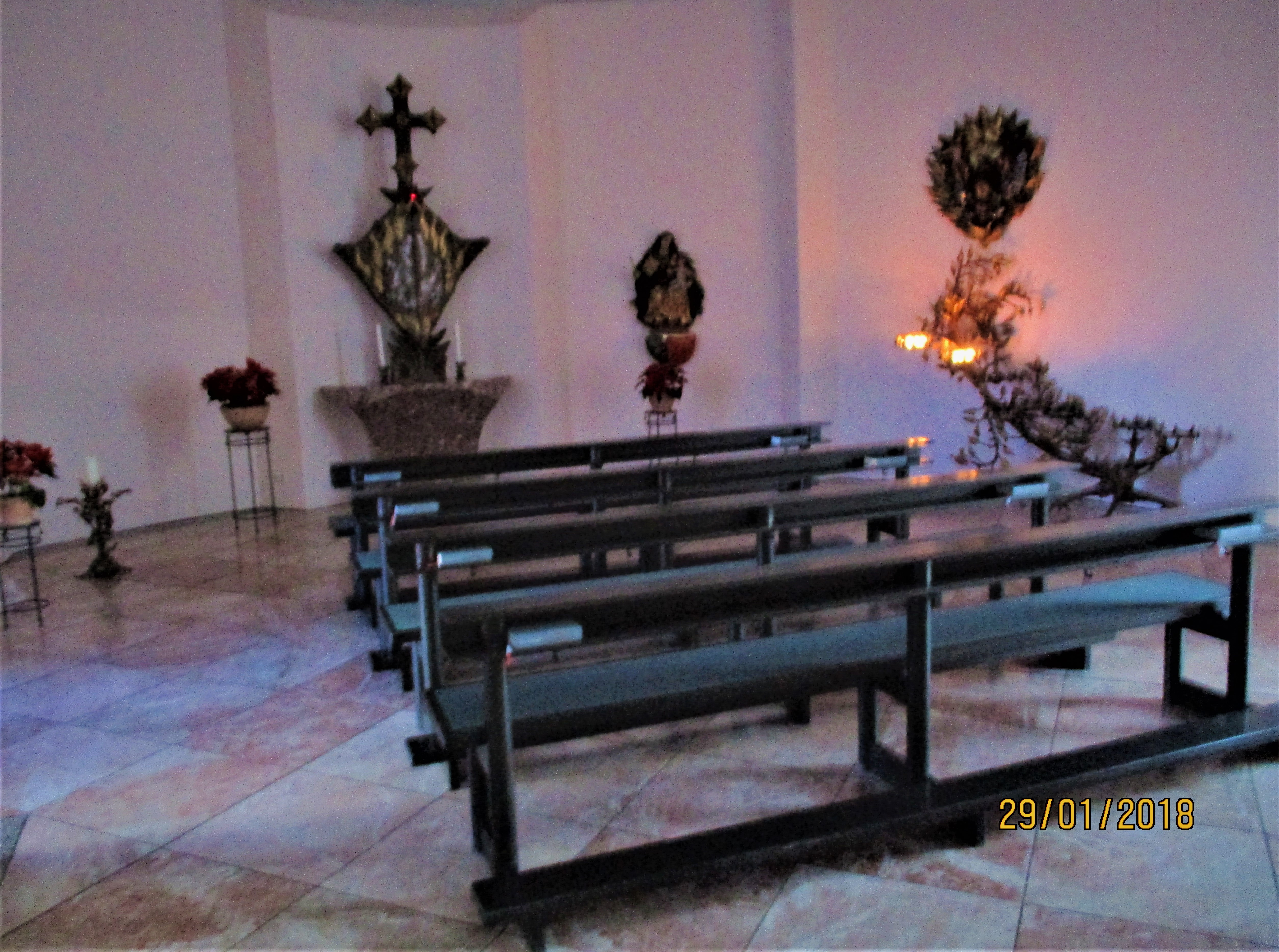
Die Sakraments-Kapelle

### Vater-Unser-Kapelle
Die Vater-Unser-Kapelle liegt links vom Altarraum und ist als evangelischer Andachtsraum konzipiert.
Die Buntfenster stammen von Hubert Distler, ebenso eine reliefartige Darstellung des Vater-Unser-Gebets in Graffito-Technik an der linken Seitenwand.

### Sakraments-Kapelle
Die Sakraments-Kapelle ist der katholische Andachtsraum mit Tabernakel und liegt rechts vom Altarraum.
Altar und Leuchter wurden durch Leopold Hafner geschaffen.

## Orgel
Die Orgel wurde durch Georg Jann aus Allkofen errichtet. Sie verfügt über 18 Register auf zwei Manualen und Pedal.
Disposition:
| I. Hauptwerk C–g3 |        |
| Principal         | 08′    |
| Bourdon           | 08′    |
| Octave            | 04′    |
| Nachthorn         | 04′    |
| Quinte            | 2 ⁄3′  |
| Terz              | 1 3⁄5′ |
| Octave            | 02′    |
| Mixtur 4fach      | 1 ⁄3′  |
| Regal             | 16′    |
| Tremblant doux    |        |

| II Echowerk C–g3 (schwellbar) |    |
| Holzgedackt                   | 8′ |
| Salicional                    | 8′ |
| Holzflöte                     | 4′ |
| Traversflöte                  | 2′ |
| Trompete                      | 8′ |
| Waldflöte                     | 2′ |
| Tremulant                     |    |

| Pedal C–f1 |     |
| Subbass    | 16′ |
| Flute      | 08′ |
| Octave     | 04′ |

- Koppeln: II/I I/P II/P

## Glocken
Die Emmauskirche besitzt zwei größere Glocken, die nach Martin Luther und Bruder Konrad benannt wurden. Beide Glocken wurden durch die Passauer Firma Perner gegossen. Zusätzlich besitzt die Kirche noch ein Glockenspiel aus zwölf kleineren Glocken.